# Cosmos (filme)
Cosmos é um filme franco-português do género drama, realizado e escrito por Andrzej Zulawski e produzido por Paulo Branco, com base no romance homónimo de Witold Gombrowicz. O filme foi apresentado em competição no Festival Internacional de Cinema de Locarno, onde recebeu o prémio de melhor realização.
Estreou-se em Portugal a 3 de dezembro de 2015 e em França a 9 de dezembro de 2015.

## Elenco
- Sabine Azéma como Madame Woytis
- Jean-François Balmer como Léon
- Johan Libéreau como Fuchs
- Jonathan Genet como Witold
- Victoria Guerra como Lena
- Andy Gillet como Lucien
- Clémentine Pons como Catherette